# Vető Lajos
Vető Lajos (Kondoros, 1904. október 17. – Budapest, 1989. szeptember 22.) evangélikus lelkész, püspök.

## Élete
Teológiát tanult Sopronban 1924-1928 között valamint Berlinben és Tartuban (Észtország, 1929-1931). 1928-ban szerzett evangélikus lelkészi diplomát. Pécsett 1935-ben vallástudományból egyetemi doktorátust szerzett. 1953-ban Pozsonyban az evangélikus teológiai akadémia tiszteletbeli doktorává avatta. 1928-1929 között Medgyesegyházán, 1931-1937 között Szolnokon volt segédlelkész. 1937-1948 között a diósgyőri gyülekezet lelkészeként szolgált. 1948-ban, miután Túróczy Zoltán addigi tiszai egyházkerületi püspököt a Dunántúli Egyházkerület élére hívták meg, erős pártállami nyomásra Vető Lajost választották meg a Tiszai Evangélikus Egyházkerület püspökévé. Ezzel egyidejűleg a nyíregyházi gyülekezet lelkésze is lett. Elnöktársa Margócsy Emil egyházkerületi felügyelő volt. Nemsokára Vető püspök vette át az evangélikus egyház külföldi kapcsolatainak irányítását. Így 1950 márciusában egyszemélyben képviselte a magyarországi államot és az evangélikus egyházat a Békevilágtanács stockholmi ülésén. 1951. április 4-én békemozgalmi kitüntetésben részesült. 1952-ben megszüntették az addigi négy evangélikus egyházkerületet, és helyette kettőt hoztak létre. Vető Lajos az Északi Egyházkerület püspöke lett, és egyidejűleg a budavári gyülekezet lelkésze. 1956. november 1-jén a forradalom hatására lemondott tisztségéről, helyére a gyülekezetek Túróczy Zoltánt választották meg püspöknek. Túróczy püspök 1957. decemberi újbóli félreállítása után megint Vető Lajos lett az egyházkerület lelkészi elnöke. 1967-ben, betegségére hivatkozva vonult nyugalomba, utóda Ottlyk Ernő teológiai tanár lett.
1953–1971 között országgyűlési képviselő volt. Tagja volt a Nemzetközi Lélektani Társaságnak.
Vető Lajos, mint az összes püspök a Kádár rendszerben III/III-as ügynök volt, fedőneve Veres.

## Művei
- A modern pszichoterápia főirányai (Sopron, 1933)
- Inwiefern ist der Rechtfertigungsglaube noch lebendig in den evangelischen Gemeinden? (Berlin, 1936)
- A gyermek lelke (Győr, 1943)
- Tapasztalati valláslélektan (Budapest, 1966)